# Tisafern
Tisafern (perz. Ciθrafarna, grč. Τισσαφέρνης) je bio perzijski vojnik i satrap Lidije i Karije, te unuk Hidarna Mlađeg.

## Etimologija
Ime Tisafern dolazi od perzijske riječi „Čithrafarna“ (Čiθra + farnah) što znači „onaj blistave budućnosti“. Čiθra ima proto-indoeuropski korijen a znači „granuti“ tj. „blistati“ (čehr; perzijski: چهر), dok je Farnah avestanskog podrijetla (xvarənah: „sreća“ > farnah > farrah; perzijski: فره). Moderni ekvivalent drevne riječi Cehrfarn bio bi Faroh; često iransko ime.

## Politički život
Od 413. pr. Kr. Tisafern je bio satrap Lidije i Karije, te zapovjednik perzijske vojske u Maloj Aziji. Kada je Darije II. naredio prikupljanje visokog poreza u grčkim gradovima, ušao je u savez sa Spartom protiv Atene, nakon čega je osvojio veći dio Jonije. Ipak, Tisafern je bio nesklon poduzimati vojne pohode pa je preferirao lukave pregovore; atenski državnik Alkibijad uvjeravao ga je kako je najbolja perzijska politika održavanje balansa sile između Atene i Sparte, a rivalstvo sa satrapom Frigije Farnabazom II. osnažilo je takav prijedlog. Kada je 408. pr. Kr. veliki kralj Darije II. odlučio poduprijeti Spartu protiv Atene, Tisafern je uklonjen s položaja satrapa odnosno ograničen je na vladanje Karijom, dok je na mjesto lidijskog satrapa postavljen vladarov sin Kir Mlađi.
Nakon poraza Atene, i Tisafern i Kir Mlađi potraživali su pravo na jonske gradove, od kojih je većina priznala vlast Kira Mlađeg. Tisafern je tada odlučio zauzeti Milet, no tamo ga je napao Kir Mlađi koji je okupio plaćeničku vojsku (tzv. Deset tisuća) u svrhu svrgavanja njegova brata Artakserksa II. koji je nedavno stupio na prijestolje. Tisafern je upozorio perzijskog vladara na nadolazeću opasnost pa je Artakserkso II. porazio brata Kira Mlađeg u bitci kod Kunakse 401. pr. Kr. u kojoj je ubijen i sam Kir.
Tisafern je poslije vraćen u Malu Aziju i postavljen na mjesto satrapa Lidije i Karije, odnosno zapovjednika lokalne perzijske vojske. Nakon toga napada grčke gradove da bi ih kaznio zbog njihove potpore poraženom pobunjeniku Kiru Mlađem. Ovaj potez okrenuo je neke jonske gradove da potraže pomoć kod Sparte, pa spartanski kralj Agesilaj II. kreće s vojnim ekspedicijama u Maloj Aziji, ali bez većih uspjeha. Ipak, unatoč tome što je pokušavao izbjeći otvorene sukobe, Agesijal II. je 395. pr. Kr. porazio je Tisaferna kraj Paktola u blizini Sarda. Taj je poraz konačno uvjerio Artakserksa II. da pristane na nagovaranja Farnabaza II., kraljice majke Parisatide i Titrausta pa je naredio Tisafernovo pogubljenje. Tisafern je na prevaru doveden u Airejevu palaču u Kolosiju te je tamo ubijen. Kako bi spriječio daljnje grčke operacije u Maloj Aziji, Artakserkso II. počinje pomagati Atenu u Korintskom ratu čime slabi utjecaj Sparte.

## Poveznice
- Darije II.
- Artakserkso II.

| Prethodnik:                                                                          | Satrap Lidije (415. - 408. pr. Kr.) ____________________ (401. - 395. pr. Kr.) | Nasljednik:                                                                         |
| Pisutno (440-ih - 415. pr. Kr.) ____________________ Kir Mlađi (408. - 401. pr. Kr.) | Satrap Lidije (415. - 408. pr. Kr.) ____________________ (401. - 395. pr. Kr.) | Kir Mlađi (408. - 401. pr. Kr.) ____________________ Titraust (395. - 393. pr. Kr.) |

## Vanjske poveznice
- Tisafern (Tissaphernes), Livius.org  Arhivirana inačica izvorne stranice od 23. prosinca 2012. (Wayback Machine)
- Popis lidijskih satrapa (Livius.org, Jona Lendering)  Arhivirana inačica izvorne stranice od 6. ožujka 2009. (Wayback Machine)
- Pierre Briant: „Od Kira do Aleksandra: Povijest Perzijskog Carstva“ (From Cyrus to Alexander: A History of the Persian Empire), preveo Peter Daniels, Indiana: Eisenbrauns (2002.)